# Ryan Wilson (rugbista)
Ryan Wilson (Aldershot, 18 de mayo de 1989) es un jugador británico de rugby que se desempeña como octavo y juega en los Glasgow Warriors del euro–sudafricano Pro14. Es internacional con el XV del Cardo desde 2013.

## Selección nacional
Nacido en Inglaterra, gracias a su abuelo materno tuvo permitido jugar para Escocia. Ha representado a la selección juvenil con quien disputó el Mundial de Japón 2009 y a Escocia A.
Scott Johnson lo seleccionó al XV del Cardo para disputar el Torneo de las Seis Naciones 2013 y debutó contra los Dragones rojos. Luego es convocado para la ventana media de 2013 y desde allí se ha convertido en un indiscutido titular de su selección.
Recientemente fue seleccionado para la ventana final de 2018. Hasta el momento lleva 37 partidos jugados y aún no ha logrado marcar puntos.

### Participaciones en Copas del Mundo
Participó del mundial de Inglaterra 2015 donde los escoceses terminaron segundos en su grupo, por debajo de los Springboks, clasificaron a cuartos y allí resultaron eliminados por los Wallabies.
| Mundial                       | Sede       | Resultado        | PJ | Tries |
| ----------------------------- | ---------- | ---------------- | -- | ----- |
| Copa Mundial de Rugby de 2015 | Inglaterra | Cuartos de final | 4  | 0     |

## Palmarés
- Campeón del Pro14 de 2014–15.